# Häxprocessen i Ål
Häxprocessen i Ål, som utspelade sig i Åls församling i Dalarna under åren 1757–1761, var Sveriges sista häxprocess. Den ledde inte till någon avrättning, men tretton kvinnor och fem män anklagades och tolv kvinnor utsattes för svår prygel och tortyr, som i flera fall ledde till livslång invaliditet. Den skulle också ha lett till dödsdomar om den inte hade stoppats av ett antal kritiska personer.

## Processen

### Bakgrund
Vid denna tidpunkt hade en hel del boskap dött, hastigt och oförklarligt, orkeslösa och med kala fläckar på ryggen. Rykten gick då om att det fanns häxor i trakten. Processen inleddes då en tonårig dräng, Erik Johansson från Kilen, började sprida rykten om att grannkvinnor haft samlag med Djävulen. Han var lärling till skomakaren Per Olofsson, som trodde på "trollpackor" och hade talat om för honom att det fanns sätt att avslöja dessa och Erik började göra sådana experiment. 
Johansson hade också pratat med en klok gubbe vid namn Björk Hans Ersson, som enligt rättegångshandlingarna gav honom följande råd: "Om du får dig en kniv, som är gjord på 3 torsdagsaftnar av nio vådeligen avbrutne uddar, och ett fyrväpplingsgräs samt några hår av en av de misstänkte personers blygd, så skall du få se alla de av dig misstänkte trollkäringar, på vad ställe du helst vill, allenast du först ritar en ring om dig och sedan inom densamma sätter dig på en av dig därstädes nedhuggen yxa."
Johansson uppgav att han använde sig av en fyrväppling (som dock inte gick att få tag på vid årstiden) och en kniv som han tillverkat speciellt för ändamålet. Ute på heden träffade han pigan Giölis Sara Ersdotter (17 år). De började slåss, och hon fick övertaget och tvingade ned honom på knä, varpå han sträckte upp handen under hennes kjol och ryckte av henne några pubeshår. Johansson skröt sedan om detta i bygden.
En kväll ritade han upp en cirkel på Korpbacken och slog sig ned på en yxa i dess mitt. Han drog till sig Anna Ersdotter (22 år), och fick henne att vissla i en pipa hon hade, och då ska alla bygdens häxor ha kommit dit. Johansson uppgav att han talade med dem i timmar och att de nekade till att ha dödat boskap. Johansson skröt sedan om detta. Han sade sig ha bevittnat det hela, hört "de onda skarornas gny och dån" i luften och försvarat sig med citat från Luthers katekes. Han pekade ut fyra kvinnor. Detta resulterade i förföljelser av de utpekade personerna, som utsattes för kyrkotukt och blev utfrysta ur församlingen.
Församlingsprästen anmälde saken till biskop Samuel Troilius vid den visitation som han anställde i pastoratet i juli samma år. Biskopen förhörde Erik Johansson men fann att denne svarade så osammanhängande att Troilius inte kunde annat än betrakta det hela som en uppdiktad lögn. Troilius förhörde också kvinnorna, som nekade. Då han frågade dem om de ville anmäla Johansson för förtal, avböjde de med förklaringen att de inte ville ställa till besvär för pojken. Biskopen tog detta som ett tecken på skuld och rädsla för undersökning. Efter detta anmäldes saken till kungens befallningshavande.

### Första rättegången
Genom de lokala myndigheterna, ledda av den vikarierande häradshövdingen Pehr Ekman, kom det hela att utvecklas till en häxprocess med berättelser om kidnappning av barn till Blåkulla i samma stil som under det stora oväsendet. Här spelade dock skadegörelse genom magi en större roll än i de gamla häxprocesserna. 1757 blev 13 kvinnor och fem män arresterade.
De åtalade ställdes då inför rätta vid urtima ting i augusti 1757. Anna Ersdotter bekände att hon hade förts till Blåkulla av sin mor Brita Olsdotter, som efter tortyr erkände sig skyldig till att ha ingått i samlingen av häxor på Korpbacken och ha varit hos Satan i Blåkulla. Giölis Sara Ersdotter erkände att Johansson hade ryckt könshår från henne, och efter tortyr med handklovar bekände hon även häxeri. 
Förhören sköttes av länsman Tillberg och notarie Ekman. Kvinnorna hängdes bland annat nakna upp i handklovar under en hel natt, tills de erkände att de förtrollat boskap med hjälp av kunskap som de fått av kvinnor som anklagats i de stora häxprocesserna på 1670-talet. De åtalade bekände alla, en del mindre villigt än andra: Back Karin Larsdotters bekännelse var bland dem som tog mest tortyr i anspråk. Rättegången tog tre veckor.
Två av kvinnorna fördes sedan till Falun, medan de andra mot borgen fick invänta domen i sin bostad. Landshövding von Hauswolff tyckte att de såg medtagna ut och arrangerade ett nytt förhör med prästerskapet. En läkare undersökte dem. En av kvinnorna hade förlorat sina fingrar under tortyren. Kvinnorna tog då alla tillbaka sina bekännelser och sade att de hade bekänt enbart på grund av tortyren och att de bara hade upprepat vad domaren och länsmannen ville att de skulle säga. 
En av de anklagade sade att hon varit som från vettet av skrämsel, så att hon inte vetat vad hon sade. En annan kvinna, som hade fått sina händer slagna i järn och tvingats stå böjd med händerna nere vid golvet, berättade att länsman sagt åt henne: "Säg allt det jag vill, eljest skall du få stå här så fastslagen." Hon trodde att hon "skulle dö för pinan och järnet, och hon var, som om hon legat i elden". Hon kunde bara pressa fram: "Käre, herr länsman, jag skall säja." Därpå berättade länsman för domaren vad han tyckte passade som bekännelse från hennes sida, och till den fick hon inte neka. "Vi fingo", sade kvinnorna samstämmigt, "icke säja sanningen, utan som länsman och domaren sade, så måste vi säja. Gud ske lov; vi få nu tala sanningen."
En av kvinnorna hade blivit "upphängd på en stock över lidret och järnet så skruvat på henne, att bloden rann och ett ben ovan handen tycktes vara knäckt. Alla hennes fingrar begynte dö bort, och nu hade hon ifrån handen upp till axeln uti 2 dygn haft sådan värk, att hon ingen blund fått i sina ögon. Dessutom hava de vakthållande gossar och drängar stuckit henne med störar och käppar."
Hauswolff frigav därefter kvinnorna och ställde länsmannen och Johansson inför rätta. Vid rättegången i Leksand november 1757 sade Johansson att han hade drömt och sedan hittat på allt och att skomakaren hade spridit ut allt som om det vore sanning, och han dömdes till 24 spö, ärans förlust, förvisning från orten och 100 daler silver till alla kvinnorna. Kvinnorna förklarades oskyldiga. Skomakaren dömdes till 20 dagsböter och åtta dagars vatten och bröd.

### Andra rättegången
Fallet återupptogs dock på initiativ av biskop Troilius. I en inlaga skrev biskopen att "om sådane på given anledning började undersökningar skulle avstanna, de mera eller mindre skyldiga utan vidare åtgärd släppas, så skulle påföljden bliva, att desse personer måtte i deras vidskepelses synd mer insövas, satans verk i dem mera stärkas och vägen till deras omvändelse och salighet alldeles igenstängas."
Kvinnorna arresterades igen och förhördes återigen av Tillberg och Ekman. Tillberg bad i enrum en av kvinnorna att skaffa honom fiskelycka med trolleri. Kvinnorna blev avklädda nakna och utsatta för brutal tortyr, fick ta emot spottloskor och utstå hotelser och förödmjukande behandling. Risberg ställde Tillberg och Ekman inför rätta. Under rättegången mot dem bekräftades att tortyr ännu en gång hade använts mot kvinnorna. Tillberg och Ekman dömdes till tre veckors fängelse och bötfälldes. Då de överklagade, höjdes straffen och notarie Ekman avsattes från sitt ämbete som domare. Hovrätten dömde Johansson att skickas till Pommern som soldat under sjuårskriget.
De frikända kvinnorna kunde på grund av fysiska men efter tortyren inte arbeta, och de var också utstötta i bygden efter anklagelserna. Cathérine Charlotte De la Gardie tog sig an den åtalades sak och såg till att de fick en advokat, advokatfiskal Risberg, och en ny rättslig prövning. Hon fick hjälp av landshövding von Hauswolff, som förhörde de misstänkta med hjälp av några unga präster och såg sedan till att Svea hovrätt fick kännedom om saken och att en utredning tillsattes. Advokatfiskal Alexander Pereswetoff-Morath rapporterade: "Enbart på grund av en av helt barnsliga orimligheter sammansatt, samt med mycken tvetalan fylld berättelse av en ung tjänstegosse, äro flera både yngre och äldre kvinnor vordne såsom trollkonor ställda under en besynnerlig rannsakning, genast oförvunne häktade och sedan pinade genom flera mot själva mänskligheten stridande påfund." De La Gardie gav dem ekonomisk kompensation och försörjning på sin egen bekostnad. Genom hennes kontakter togs frågan upp i Riddarhuset 1761, som lade fram frågan för hovrätten. När saken, som länge varit en lokal angelägenhet, blev känd ute i landet väckte den stor uppmärksamhet och stort ogillande i upplysta kretsar.
Prästerskapet under Troilius protesterade, men både Hattarna och Mössorna var angelägna om att ta avstånd från en häxprocess, som betraktades som en genant skamfläck för upplysningstiden. Affären debatterades sedan i riksdagen. Inom ridderskapet och adeln sades skarpa ord med anledning av att "svenska undersåtar behandlades värre än bland turkar", och ståndet beslutade att hedra grevinnan De la Gardie för hennes hjälpsamhet mot kvinnorna genom att slå en medalj över henne. Häxprocessen försvarades dock av prästståndet lett av ärkebiskop Troilius. Han fann den rena evangeliska läran allvarligt hotad genom adelns brist på nit för att skydda Sveriges folk mot trolldom och djävulsdyrkan: "Ja i sanning, mina vänner, är detta ett så bedrövligt prov därav, att jag ej ser, huru det första budet och förbudet i vår katekes mot allt avguderi skall bliva beståndande, om sådant får opåtalt passera!"
Affären avslutades 1761 genom att de åtalade frikändes med full upprättelse. Häradshövding Pehr Ekman dömdes till tre veckors fängelse på vatten och bröd, vilket sedan utökades av kungen med suspension av ämbetet, och ett skadestånd av 17 700 daler silvermynt till de frikända. Ekman rymde dock undan sitt straff, och några pengar fick kvinnorna därför inte. De begärde då av Kunglig Majestät att av allmänna medel få ut den ersättning som tilldömts dem, och denna anhållan beviljades så till vida som halva summan skulle betalas ut till dem från statsverket.